# لیک سامر (نیومکزیکو)
لیک سامر (به انگلیسی: Lake Sumner) یک منطقهٔ مسکونی در ایالات متحده آمریکا است که در شهرستان دباکا، نیومکزیکو واقع شده‌است. لیک سامر ۱۷۷٫۳ کیلومتر مربع مساحت و ۱۴۳ نفر جمعیت دارد و ۱٬۳۱۳ متر بالاتر از سطح دریا واقع شده‌است.